# Milejovice
Milejovice jsou obec v okrese Strakonice v Jihočeském kraji. Leží na horním toku Svaryšovského potoka zhruba čtyři kilometry severovýchodně od Volyně a 8,5 kilometru jižně od Strakonic. Žije zde 69 obyvatel.

## Historie
První písemná zmínka o obci pochází z roku 1315.

## Obyvatelstvo
| Rok            | 1869 | 1880 | 1890 | 1900 | 1910 | 1921 | 1930 | 1950 | 1961 | 1970 | 1980 | 1991 | 2001 | 2011 | 2021 |
| -------------- | ---- | ---- | ---- | ---- | ---- | ---- | ---- | ---- | ---- | ---- | ---- | ---- | ---- | ---- | ---- |
| Počet obyvatel | 376  | 374  | 362  | 352  | 348  | 339  | 293  | 199  | 179  | 143  | 103  | 69   | 52   | 69   | 64   |
| Počet domů     | 50   | 50   | 50   | 51   | 54   | 56   | 57   | 60   | 52   | 44   | 40   | 53   | 51   | 55   | 55   |

## Obecní správa

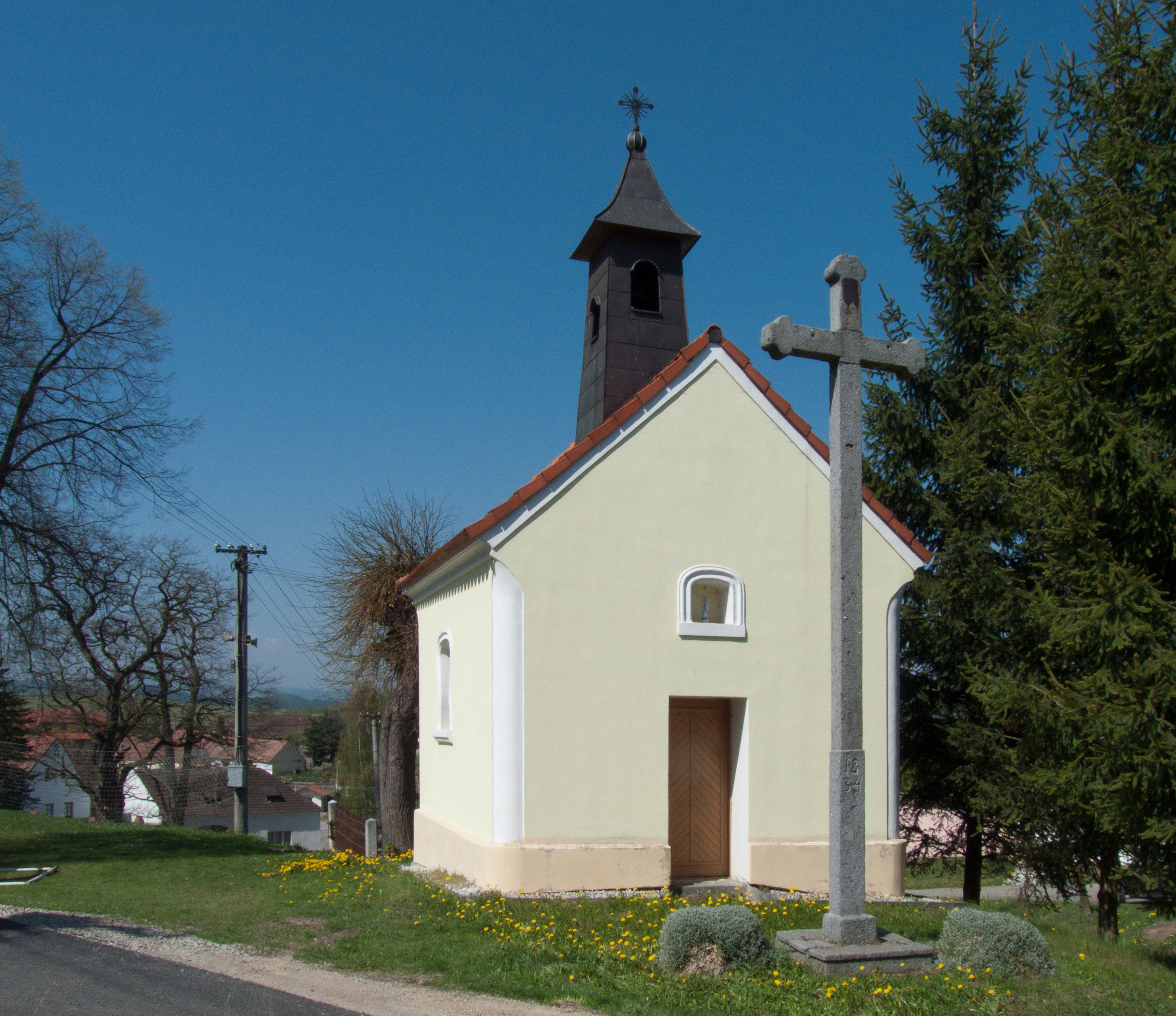
Kaple v obci

Mezi lety 1869–1960 Milejovice byly obcí v okrese Strakonice. V letech 1961–1990 patřily jako část obce k Hošticím a od 24. listopadu 1990 jsou opět samostatnou obcí.

## Pamětihodnosti
- Mariánská kaple
- Kaple u studánky Dobrá voda
- Křížová cesta
- Zemědělský dvůr čp. 27

## Galerie

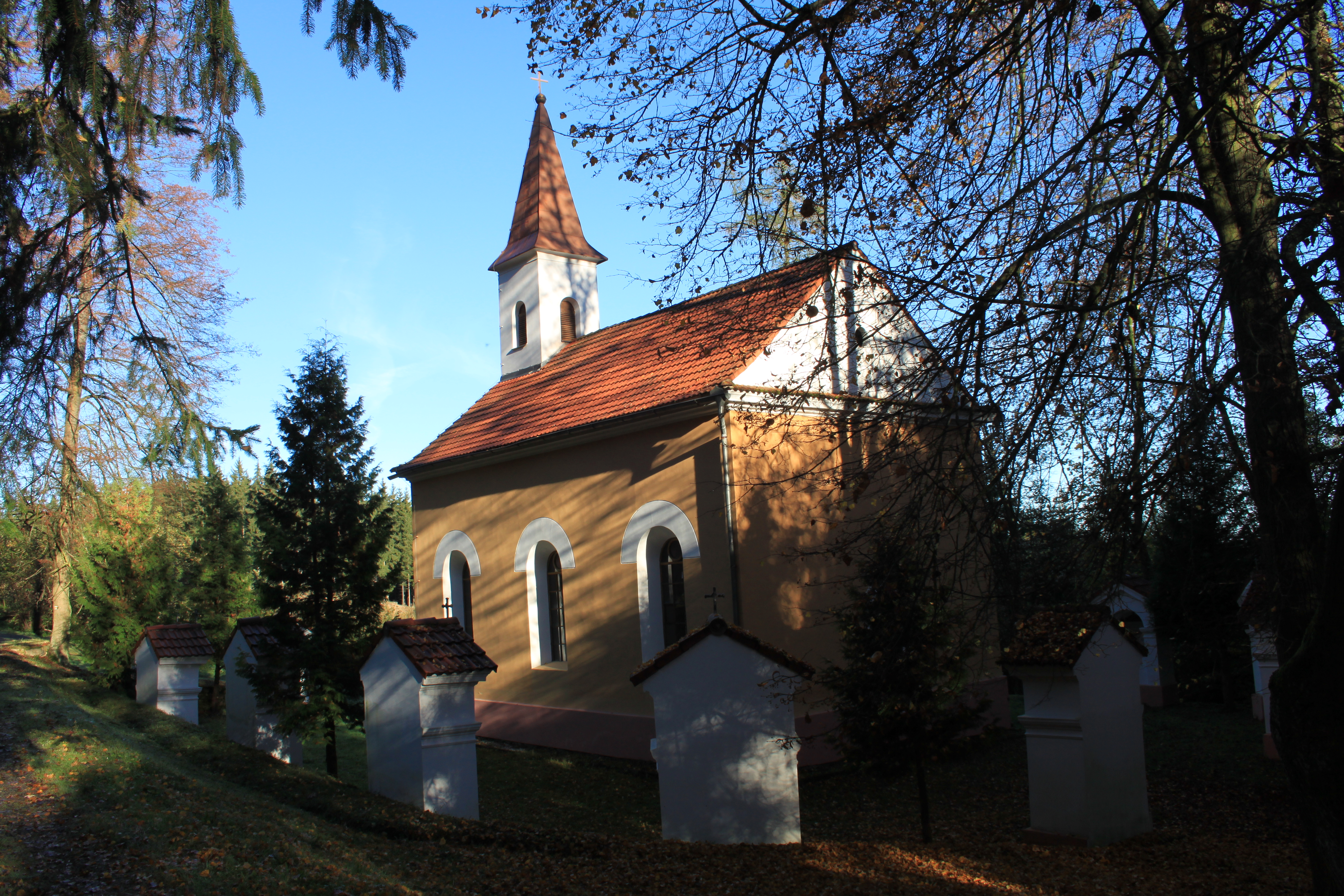
Dobrá Voda – kaple P. Marie a křížová cesta 1
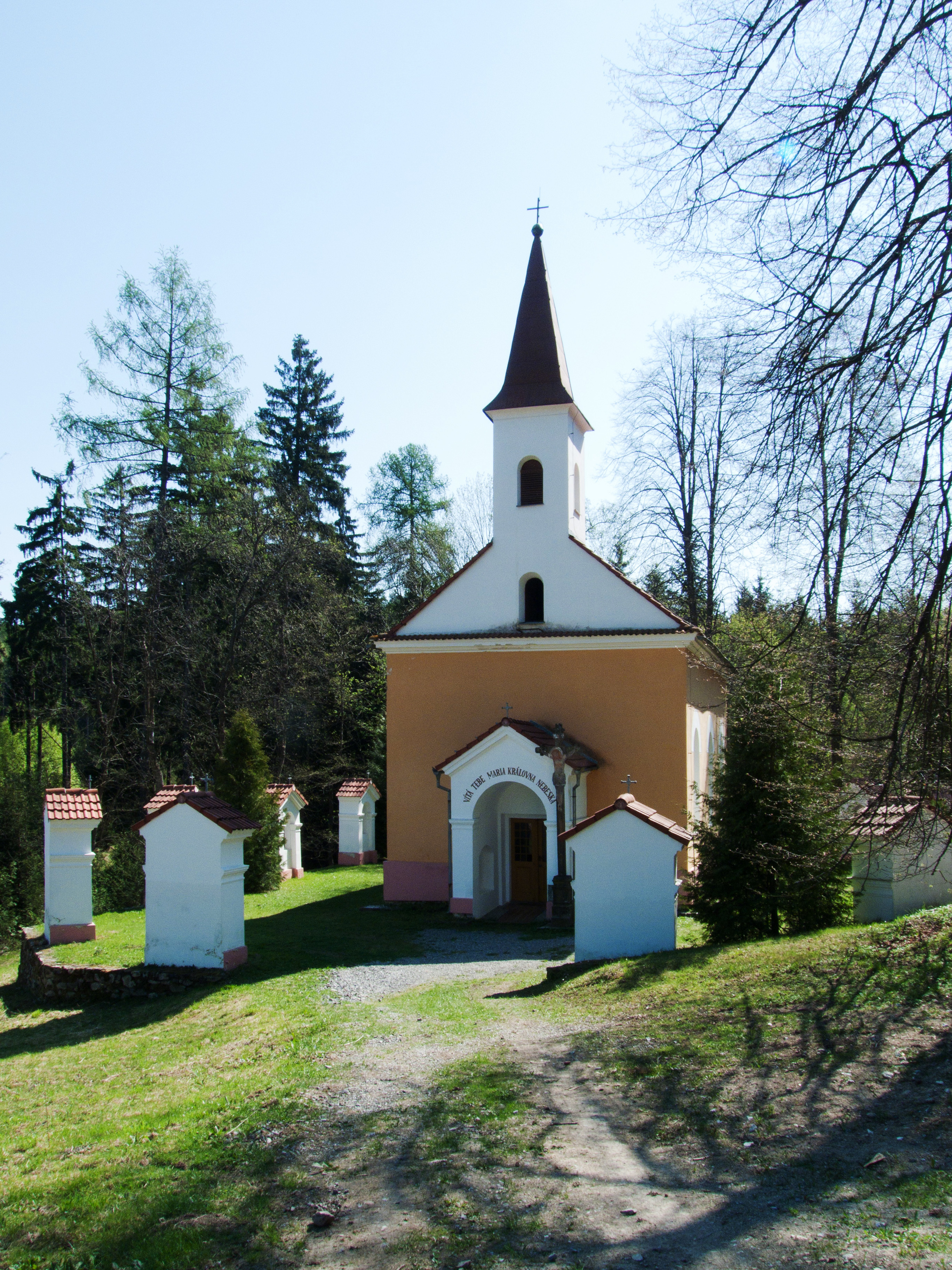
Dobrá voda – kaple P. Marie a křížová cesta 2
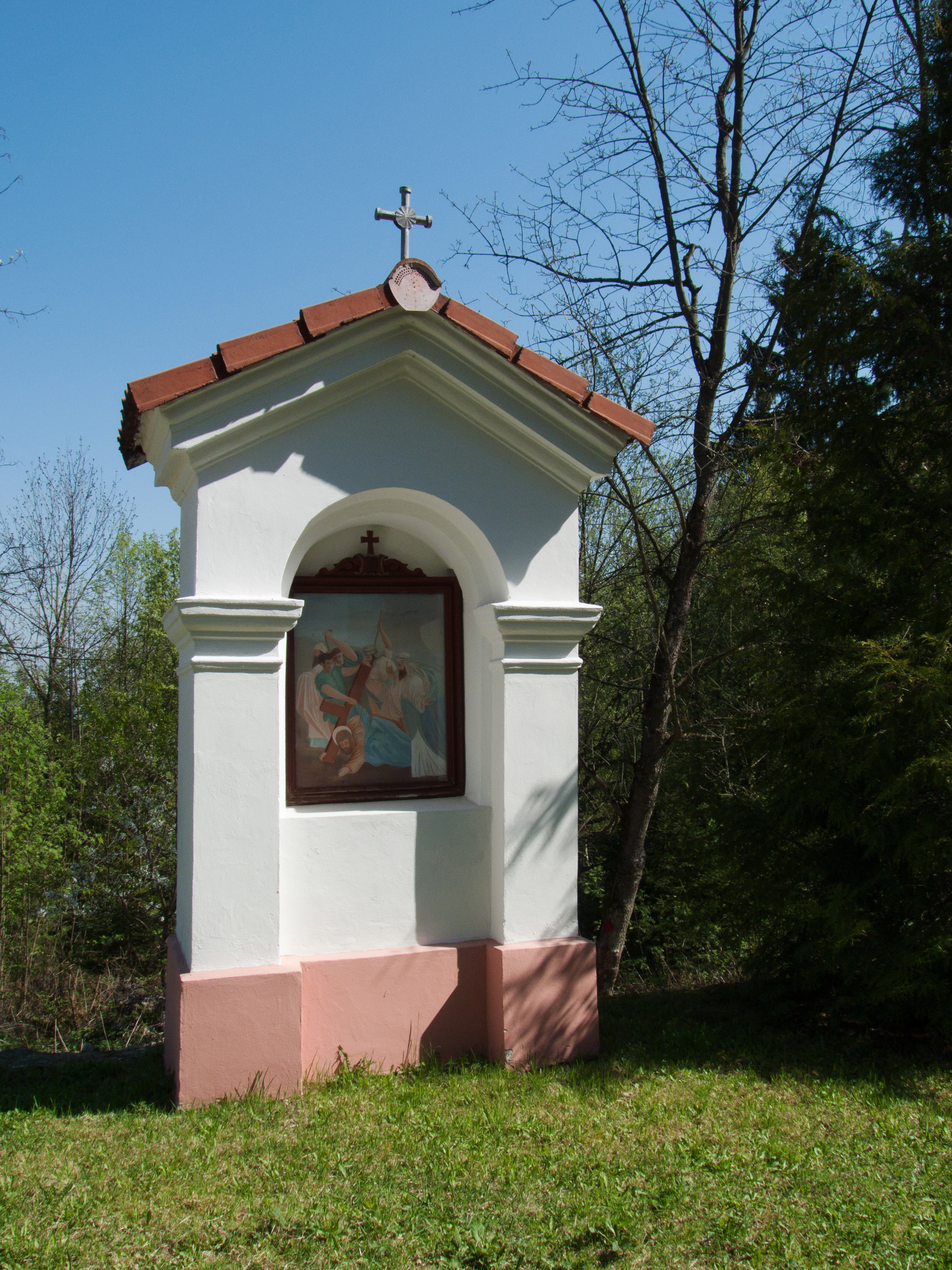
Dobrá voda – zastavení
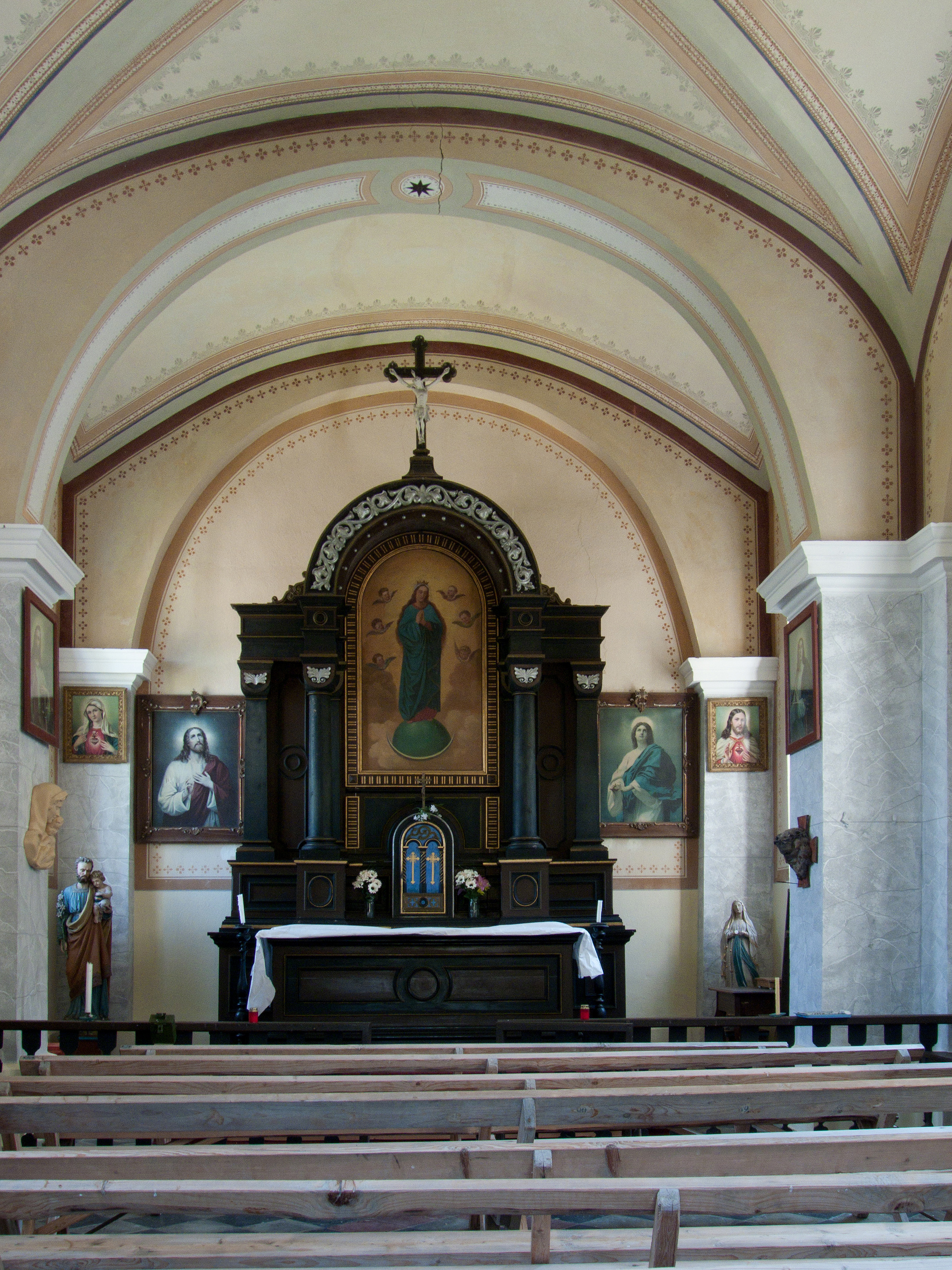
Dobrá voda – interiér kaple